# Hedvig & Selma
Hedvig & Selma è un duo musicale svedese attivo dal 2010.

## Carriera
Hedvig e Selma, sorelle, avevano rispettivamente 8 e 10 anni quando nel 2010 hanno firmato con la JG Production per pubblicare il loro album di debutto, Magi. Il disco è entrato nella classifica svedese alla 31ª posizione ed è stato seguito due anni dopo dal secondo album Nu stiger temperaturen, che ha raggiunto il 33º posto.

## Discografia

### Album
- 2010 – Magi
- 2012 – Nu stiger temperaturen

### EP
- 2016 – Våga tro